# Anders Castus Svarstad
Anders Castus Svarstad, né à Hole (Norvège) le 22 mai 1869 et mort le 22 août 1943 peut-être à Oslo, est un peintre de portraits et de paysage ainsi qu'un graveur norvégien.
Cet artiste aujourd'hui souvent oublié s'il n'est cité qu'à titre de mari de l'écrivaine Sigrid Undset, mais autrefois renommé parmi l'école du Nord a subi l'influence de Gauguin et Cézanne.

## Une vie d'artiste voyageur
Anders Castus Svarstad naît à Hole dans le Buskerud, en Norvège.
L'émigrant Anders Svarstad travaille d'abord à Chicago. Puis il étudie l'art et se rend à l'académie Colarossi de Paris. Il commence sa carrière à Copenhague puis migre à Oslo où il se marie. L'artiste reconnu en Scandinavie voyage en Europe, d'abord en Allemagne à Dresde et à Berlin puis en Italie à Rome.

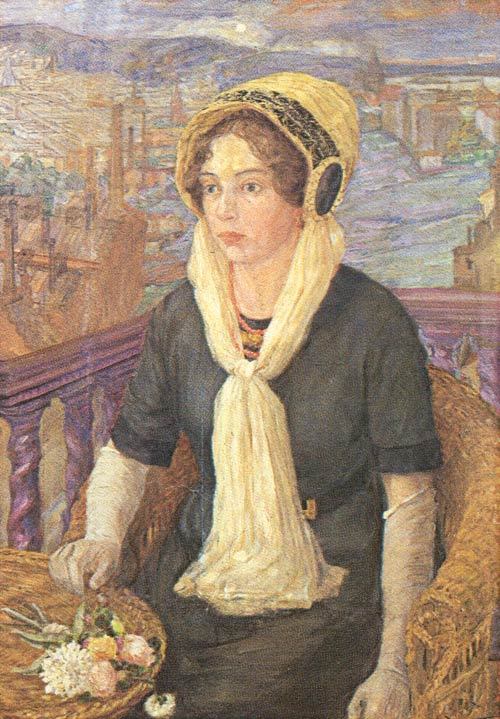
Portrait par Svarstad de son épouse Sigrid Undset (1911).

L'artiste quadragénaire rencontre dans la ville éternelle Sigrid Undset qui devient sa jeune maîtresse. Avec elle, il part à Paris, puis à Londres. Il réside ensuite en Belgique où ayant obtenu le divorce avec sa première femme, il épouse sa compagne.
Ayant délaissé sa seconde famille qui compte trois enfants comme la première, il est libre, en 1920, de retourner en Amérique. Mais revient après quelques années en France puis en Suisse. Il fonde enfin une école privée de peinture à Oslo.

## Œuvres
- Usine à Gaz
- Via Bucco di Leone à Rome
- La Place Charles III à Naples
- Marché à Bruges
- Aux bords de la Tamise
- Ruine d'un cloître à Hovedöga
- Tuileries aux environs de Sèvres, vers 1906, musée du Louvre département des Peintures[1]